# هرژه
ژرژ پروسپه رمی (به فرانسوی: Georges Prosper Remi) ‏(زادهٔ ۲۲ مهٔ ۱۹۰۷ – درگذشتهٔ ۳ مارس ۱۹۸۳) (مشهور به هِرژه یا اِرژه) (به فرانسوی: Hergé)؛ اقتباس از حروف اول نام خانوادگی و نام کوچکش در تلفظ فرانسه = .R.G) نویسنده و کارتونیست بلژیکی بود که به خاطر آفرینش ماجراهای تن‌تن مشهور است؛ یک مجموعه آلبوم کمیک که به عنوان یکی از نامدارترین آثار کمیک اروپایی در قرن بیستم شناخته شده‌است. وی همچنین آفریننده دو سری کامیک شناخته شدهٔ دیگر به نام‌های کوئیک و فلوپکه(۱۹۴۰_۱۹۳۰) و ماجراهای ژو، زِت و ژوکو(۱۹۵۷_۱۹۳۶) نیز می‌باشد. کارهای وی در سبک ویژهٔ خودش یعنی لینیه کلر اجرا می‌شدند.

## زندگی
هرژه در خانواده‌ای متوسط در ایتربیئک در بروکسل زاده شد؛ هرژه حرفه خود را با طراحی تصاویر برای مجلات پیشاهنگی آغاز نمود، که سبب انتشار نخستین سری کامیک وی با عنوان ماجراهای توتو برای انتشارات Le Boy-Scout Belge (پیشاهنگ پسر بلژیکی) در ۱۹۲۶ شدند. با کار کردن برای روزنامه محافظه‌کار لو ونتیم سیکل (به معنای قرن بیستم) وی توانست «ماجراهای تن‌تن» را در ۱۹۲۹ به پیشنهاد ویراستار انتشارات آقای نوربر واله (Norbert Wallez) انجام دهد. این سری کامیک‌ها حول و حوش اقدامات خبرنگاری جوان به نام تن‌تن و سگ وی میلو می‌چرخیدند و نخستین سری‌های این آثار_ تن‌تن در سرزمین شوراها، تن‌تن در کنگو و تن‌تن در آمریکا_ به عنوان پروپاگاندایی محافظه‌کارانه برای کودکان آفریده شدند. با موفقیت‌های داخلی، پس از سریالیزه کردن مجموعه تن‌تن، داستان‌ها به صورت کتاب منتشر شدند و در کنار آن، هرژه به انتشار هر دوی کوئیک و فلوپکه و ژو زت و ژوکو برای انتشارات لو ونتیم سیکل نیز ادامه داد. با نفوذ دوست مجسمه‌ساز چینی اش ژانگ چونگرن، هرژه از ۱۹۳۴ تأکید بیشتری بر تحقیقات زمینه برای داستان‌هایش نهاد که منتج به افزایش واقع‌گرایی در آثارش (از گل آبی به بعد) شدند. در پی اشغال بلژیک توسط آلمان نازی در ۱۹۴۰، لو ونتیم سیکل پلمپ گردید اما هرژه در روزنامه لو سوآ (به فرانسوی: Le Soir به معنای صبح) که روزنامه‌ای محبوب تحت کنترل نازی‌ها بود به کار سری‌های خود ادامه داد.

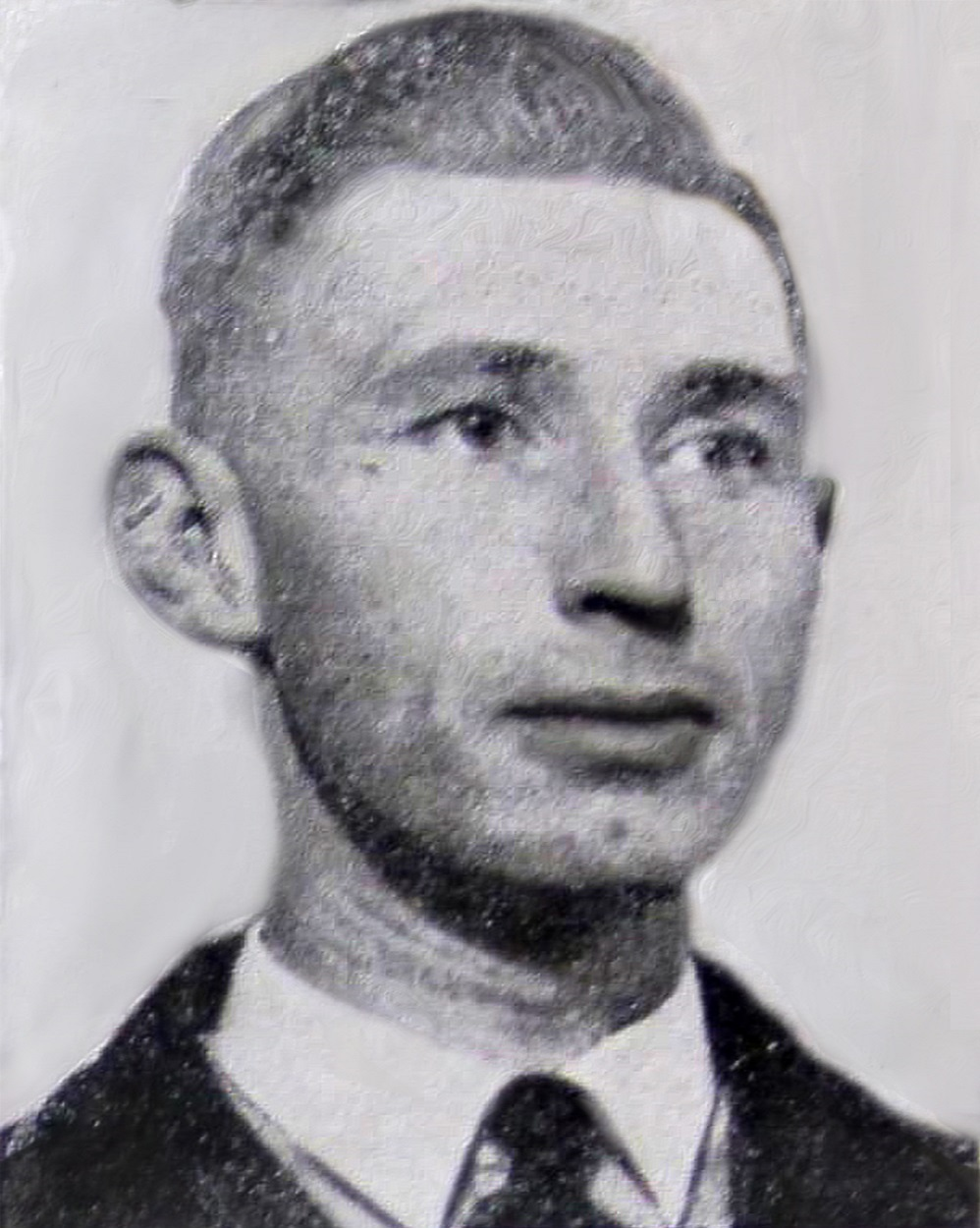
هرژه در جوانی

پس از آزادی بلژیک در ۱۹۴۴ توسط متفقین، لو سوآ تعطیل گردید و کارکنان آن، از جمله هرژه، متهم به همدستی با دشمن شدند. یک بازرسی رسمی به عمل آمد و با وجودی که شواهدی علیه هرژه بدست ندادند، وی در سال‌های پسین با اتهامات خیانت و همدستی با دشمن دست و پنجه نرم کرد. با همکاری ریمون لوبلان وی نشریه تن‌تن را در ۱۹۴۶ تأسیس نمود و از طریق آن داستان‌های جدید ماجراهای تن‌تن را به صورت سریالی (دنباله‌ای) درآورد. به عنوان کارگردان هنری مجله، وی همچنین بر انتشار سایر سری‌های کامیک از جمله بلیک و مورتیمر (اثر ادگار پی. ژاکوبس) نظارت نمود. در ۱۹۵۰ وی «استودیوی هرژه» را به عنوان یک تیم تأسیس نمود تا وی را در پروژه‌های پیشرو یاری دهد؛ اعضای برجسته این ستاد از جمله بوب دو مو و ژاک مارتین در آفرینش جلدهای بعدی ماجراهای تن‌تن کمک‌های شایانی نمودند. در طول آشفتگی زندگی شخصی‌اش که به خاطر شکست ازدواج اولش رخ دادند، وی توانست تن‌تن در تبت که کار مورد علاقه شخصی‌اش بود را بیافریند. در سال‌های پسین وی کمتر پُرکار بود و کوشید خود را به عنوان یک هنرمند انتزاعی جا بیندازد که به فرجامی نرسید.
کارهای هرژه به‌طور گسترده‌ای به خاطر وضوح نقاشی‌ها و پلات‌های وسواسی و خوب تحقیق شده‌شان مورد تحسین عام قرار گرفته‌اند. آنها منبعی از اقتباس‌های گسترده‌ای در تئاتر، رادیو، تلویزیون، سینما و بازی‌های کامپیوتری هستند. وی همچنان تأثیری نیرومند بر رسانه کامیک بوک به ویژه در اروپا دارد. وی در بلژیک به‌طور گسترده‌ای مورد احترام است: یک موزه هرژه در لوون لنوو در ۲۰۰۹ راه اندازی گردید.
هِرژه در اواخر عمرش شدیداً از مخلوقش، تن‌تن، زده شده بود و حتی در یک مرحله از تن‌تن به خاطر فشاری که در یک عمر هنری بر رویش گذاشته بود تنفر پیدا کرده بود! گفته می‌شود که وی گاه نقاشی‌هایی می‌کشید که به نوعی تنفرش را از تن‌تن بروز بدهد. یکی از معروف‌ترین آن‌ها نقاشی‌ای (Tintin magazine 50th anniversary issue) است که در آن تن‌تن را به صورت ارباب و خودِ هرژه را به شکل برده نشان می‌دهد! 
هرژه در ۳ مارس ۱۹۸۳ در بلژیک از دنیا رفت. با مرگ وی، آخرین کتاب تن‌تن به نام تن‌تن و هنر الفبا ناتمام ماند. هرچند هنرمندان مشهوری سعی در به‌پایان‌رساندن آخرین داستان تن‌تن کردند، اما نتیجه چنان نشد که طرفداران بی‌شمار تن‌تن در انتظارش بودند. بر طبق وصیت وی، هیچ هنرمندی بعد از وی حق آفرینش داستان جدیدی از تن‌تن را نداشت، و درحقیقت با مرگ وی، مجموعه داستان‌های تن‌تن به پایان رسید.